# Inbetween Girl
Inbetween Girl ist eine US-amerikanische Tragikomödie von Mei Makino, die im März 2021 beim South by Southwest Film Festival ihre Premiere feierte.

## Handlung
Eigentlich mag Angie Chen den jungen Liam nicht wirklich, aber sie findet es gut, wenn er sie nach dem Fußballtraining nach Hause fährt. Liam ist nicht hässlich, und er hat tolle Augenbrauen, er ist jedoch mit Sheryl befreundet, der Instagram-Prinzessin ihrer religiösen Privatschule.
Als Angies Eltern ihr aus heiterem Himmel erzählen, dass sie sich scheiden lassen, ist Liam für den Teenager jedoch die perfekte Ablenkung von negativen Gefühlen, auch wenn das bedeutet, dass er auch mal mitten in der Nacht an ihr Fenster klopft.

## Produktion
Regie führte Mei Makino, die auch das Drehbuch schrieb. Die aus Galveston in Texas stammende Makino gab mit Inbetween Girl nach einigen Kurzfilmen ihr Regiedebüt bei einem Spielfilm. Zuvor hatte sie drei Jahre lang Jugendliche in der Region Austin im Filmemachen unterrichtet und wurde dabei selbst inspiriert, ehrliche Geschichten über Kinder und Jugendliche zu erzählen.
Viele Dinge hätten sie motiviert, Inbetween Girl zu machen, besonders aber die Entwicklung ihrer Titelfigur Angie zu Beginn ihrer Arbeit. Viele der Coming-of-Age-Filme über Mädchen im Teenageralter, die sie als Kind gesehen hatte, fühlten sich nach ihrem Geschmack zu poliert und perfekt an und handelten hauptsächlich von jungen weißen Frauen, die nicht damit zu kämpfen hatten, sich anders zu fühlen, so die Regisseurin. Daher konnte sie sich nicht mit diesen identifizieren. In ihrem Film habe sie die Psyche einer jungen Frau erforschen wollen, die nicht nur ihre Sexualität entdeckt, sondern auch anfängt, als PoC ihren Platz in der Welt zu finden. Angies Reise sollte sich dabei so chaotisch und verwirrend anfühlen, wie sie selbst ihr Leben wahrgenommen hatte, und sie sollte auch Fehler machen, weil das menschlich sei.
Vom ersten Entwurf des Drehbuchs an sei ihr klar gewesen, dass Angie nicht weiß sein könne. Als sie die Schauspielerin Emma Galbraith traf, die Angie spielte, habe sie die Entscheidung getroffen, sie solle Halbchinesin sein. Makino selbst ist halb Japanerin und halb weiß, weshalb es eine therapeutische Erfahrung gewesen sei, sich mit Galbraith über Biraciality auszutauschen. Diese habe mit dem Begriff "schwebend" auch das perfekte Wort für ihrer beider Situation gefunden. Nach zwei Kurzfilmen handelt es sich um Galbraiths erst Rolle in einem Spielfilm. Zuvor hatte sie am Theater gearbeitet, spielt Klavier und Geige und ist engagierte Umweltschützerin. Für William Magnuson, der im Film Liam Samson spielt, handelt es sich nach einem Auftritt in Li'l Mayne and the Knuckleheads um seine zweite Rolle in einem Spielfilm und um die erste Hauptrolle.
Die Weltpremiere erfolgte am 18. März 2021 beim South by Southwest Film Festival.

## Auszeichnungen
South by Southwest Film Festival 2021
- Auszeichnung mit dem Publikumspreis in der Sektion Visions[5]